# NGC 1772
NGC 1772 (другое обозначение — ESO 56-SC33) — рассеянное скопление в созвездии Золотой Рыбы, расположенное в Большом Магеллановом Облаке. Открыто Джеймсом Данлопом в 1826 году. Описание Дрейера: «довольно яркий, довольно маленький объект неправильной округлой формы, частично разрешён, видны некоторые звёзды». Возраст скопления составляет 29 миллионов лет, металличность — 92% от солнечной, наблюдается избыток цвета B−V, вызванный межзвёздным покраснением, равный 0,13m.
Этот объект входит в число перечисленных в оригинальной редакции «Нового общего каталога».